# 21659 Фредгольм
21659 Фредгольм (21659 Fredholm) — астероїд головного поясу, відкритий 13 серпня 1999 року.
Тіссеранів параметр щодо Юпітера — 3,409.